# Karl Heusner Memorial Hospital
Le Karl Heusner Memorial Hospital (KHMH) est le principal hôpital public de Belize City, au Belize. Il fonctionne à la fois comme hôpital de référence national et comme hôpital de district pour le district de Belize. Il est situé sur Princess Margaret Drive, à côté des bureaux du Belize Social Security Board. Il est détenu et exploité par le secteur public et constitue le principal hôpital de la région.

## Historique
L'hôpital ouvre le 18 septembre 1995 et remplace ainsi le Old Belize City Hospital qui avait été créé en 1820,. Le coût total de sa construction s’élève à environ 45 millions de dollars béliziens. Les installations sur son terrain comprennent l'école d'infirmières, le laboratoire médical central et la clinique ophtalmologique gouvernementale. Il a une capacité de 134 lits. Il est baptisé en hommage au Dr Karl Heusner (1872-1960) pour sa longue carrière en médecine et à son dévouement envers le peuple du Belize pendant 63 ans. En 2000, le KHMH devient l'hôpital national de référence, après le passage du KHMH Act.
Un scandale éclate autour du KHMH en 2009 lorsque des pratiques d'approvisionnement douteuses concernant les produits pharmaceutiques et autres fournitures médicales sont révélées, et le gouvernement met en place une commission d'enquête. Le président Ricardo Fabro démissionne par la suite. En mai 2011, l'homme d'affaires de Corozal Town, Gulab Sharma, est nommé nouveau président. En juin 2011, les travaux de construction de son unité de soins intensifs pour enfants commence. En octobre 2011, une mission médicale des États-Unis arrive à l'hôpital pour prodiguer des soins spécialisés, tels qu'un cathétérisme cardiaque et des consultations de podologie. En février 2024, l'hôpital reçoit un nouveau scanner (cela faisait dix ans qu'il n'en avait plus).
Dans la ville, il existe sept autres hôpitaux publics, dont trois hôpitaux régionaux.